# Jerry Hopper
Jerry Hopper (Guthrie (Oklahoma), 29 de juliol de 1907 - San Clemente (Califòrnia), 17 de desembre de 1988) va ser un director de cinema i televisió estatunidenc, actiu des de mitjan anys quaranta fins a principis dels anys 70.
Va ser editor de Paramount Pictures abans de passar a la cadira de director per a diversos lliuraments de la seva sèrie Musical Parade (1946–48). Hopper va passar a dirigir llargmetratges, com ara The Atomic City (1952), Pony Express (1953), Secret of the Incas (1954), i La guerra privada del major Benson (1955), les últimes tres protagonitzades per Charlton Heston. En 1958 va dirigir Brandon De Wilde i Lee Marvin a The Missouri Traveler.
Després es va traslladar principalment a la televisió episòdica, fent aparicions a les sèries Colt .45, Bachelor Father, Wagon Train, Gunsmoke, The Addams Family, Burke's Law, Perry Mason, The Fugitive, Gilligan's Island, i Voyage to the Bottom of the Sea, entre moltes altres.
Va morir de malaltia cardíaca el 17 de desembre de 1988 a l'edat de 81 anys.

## Treballs
- Madron (1970)
- The Virginian (2 capítols, 1963–1970). capítols: The West vs. Colonel MacKenzie (1970) & Duel at Shiloh (1963).
- Maharlika (1970)
- It Takes a Thief (1 capítol, 1969). TV capítol: Catspaw (1969)
- Superagent 86 (2 capítols, 1968). capítols A Tale of Two Tails (1968) & Diamonds Are a Spy's Best Friend (1968)
- Voyage to the Bottom of the Sea (15 capítols, 1965–1968). capítols: Attack! (1968) & Man-Beast (1968) & Terrible Leprechaun (1968) & Deadly Amphibians (1967) & Terror (1967) i 10 més.
- Mr. Terrific (1 capítol, 1967). TV capítol: Stanley and the Mountaineers (1967)
- Gilligan's Island (7 capítols, 1966–1967): capítols: Splashdown (1967) & All About Eva (1966) & And Then There Were None (1966) & The Kidnapper (1966) & Gilligan vs. Gilligan (1966) i 2 més.
- It's About Time (4 capítols, 1966). capítols: The Mother-in-Law (1966) & Androcles and Clon (1966) & Cave Movies (1966) & The Champ (1966)
- The Time Tunnel (1 capítol, 1966). TV capítol: Devil's Island (1966)
- Laredo (1 capítol, 1966). TV capítol: The Dance of the Laughing Death (1966)
- The Fugitive (14 capítols, 1963–1966). capítols: Coralee (1966) & Conspiracy of Silence (1965) & Escape into Black (1964) & Dark Corner (1964) & Nemesis (1964) plus 9 more.
- Perry Mason (8 capítols, 1961–1966). capítols: The Case of the Crafty Kidnapper (1966) & The Case of the Avenging Angel (1966) & The Case of the Misguided Model (1966) & The Case of the Counterfeit Crank (1962) & The Case of the Melancholy Marksman (1962) &The Case of the Tarnished Trademark (1962) & The Case of the Roving River (1961) & The Case of The Left-Handed Liar (1961)
- A Man Called Shenandoah (1 capítol, 1966). TV capítol: The Last Diablo
- Honey West (1 capítol, 1965). TV capítol: A Nice Little Till to Tap
- Burke's Law (11 capítols, 1964–1965). capítols: A Little Gift for Cairo (1965) & The Man's Men (1965) & Who Killed the Card? (1965) & Who Killed the Rabbit's Husband? (1965) & Who Killed Nobody Somehow? (1965) plus 6 more
- 12 O'Clock High (2 capítols, 1965). capítols: We're Not Coming Back (1965) & Big Brother (1965) TV capítol
- Valentine's Day (3 capítols, 1964). capítols: The Seasick Sailor (1964) & Yen Ku Horowitz (1964) & The Baritone Canary (1964)
- The Addams Family (4 capítols, 1964). capítols: Morticia, the Matchmaker (1964) & Green-Eyed Gomez (1964) & The Addams Family Tree (1964) & Gomez, the Politician (1964)
- Gunsmoke (4 capítols, 1963–1964). capítols: Owney Tupper Had a Daughter (1964) & The Glory and the Mud (1964) & Pa Hack's Brood (1963) & Carter Caper (1963)
- Vacation Playhouse (1 capítol, 1963). TV capítol: Hooray for Love (1963)
- Wagon Train (13 capítols, 1958–1963). capítols: Alias Bill Hawks (1963) & The Roger Bigelow Story (1960) & The Horace Best Story (1960) & The Dick Jarvis Story (1960) & The Alexander Portlass Story (1960) plus 8 more
- Have Gun - Will Travel (4capítols, 1962–1963). capítols : trial at tabelrock Unforgiving Minute (1963) & Bob Wire (1963) & Marshal of Sweetwater (1962)
- The Alfred Hitchcock Hour (1 capítol, 1962). TV capítol: Day of Reckoning (1962)
- The New Breed (1 capítol, 1962). TV capítol: Walk This Street Lightly (1962)
- Tales of Wells Fargo (2 capítols, 1957–1961). capítols: Casket 7.3 (1961) & A Time to Kill (1957)
- Westinghouse Playhouse (2 capítols, 1961). capítols: The Mrs. Harper Story (1961) & Buddy's Formal Dinner (1961)
- Blueprint for Robbery (1961)
- Bat Masterson (1 capítol, 1960). TV capítol: The Last of the Night Raiders (1960)
- Cheyenne (1 capítol, 1960). TV capítol: Counterfeit Gun (1960)
- Mr. Lucky (2 capítols, 1959–1960). capítols: Election Bet (1960) & My Little Gray Home (1959)
- M Squad (3 capítols, 1959–1960). capítols: Diary of a Bomber (1960) & Race to Death (1960) & Shred of Doubt (1959)
- Overland Trail (1 capítol, 1960). TV capítol: The O'Mara's Ladies (1960)
- Westinghouse Desilu Playhouse (1 capítol, 1959). TV capítol: Ballad for a Bad Man (1959)
- The Untouchables (1 capítol, 1959). TV capítol: The Dutch Schultz Story (1959)
- Wichita Town (2 capítols, 1959). capítols: Drifting (1959) & The Night the Cowboys Roared (1959)
- Law of the Plainsman (1 capítol, 1959). TV capítol: Full Circle (1959)
- Markham (1 capítol, 1959). TV capítol: The Glass Diamond (1959)
- The Rifleman (4 capítols, 1958–1959). capítols: The Angry Man (1959) & The Deadeye Kid (1959) & The Gaucho (1958) & End of a Young Gun (1958)
- Dick Powell's Zane Grey Theater (2 capítols, 1958–1959). capítols: Deadfall (1959) & Legacy of a Legend (1958)
- Naked City (1 capítol, 1958). TV capítol: Meridian (1958)
- Bachelor Father (15 capítols, 1957–1958). capítols: Uncle Bentley and the Matchmaker (1958) & Waiting Up for Kelly (1958) & Bentley and the Social Worker (1958) & Uncle Bentley Loans Out Peter (1958) & Bentley and His Junior Image (1958) plus 10 more
- Jefferson Drum (1 capítol, 1958). TV capítol: Law and Order (1958)
- How to Marry a Millionaire (1 capítol, 1958). TV capítol: A Call to Arms (1958)
- The Missouri Traveler (1958)
- Leave It to Beaver (1 capítol, 1957). TV capítol: It's a Small World (1957)
- Jane Wyman Presents (1 capítol, 1957). TV capítol: The Wildcatter (1957)
- Everything But the Truth (1956)
- The Sharkfighters (1956)
- The Toy Tiger (1956)
- Never Say Goodbye (1956)
- The Square Jungle (1955)
- La guerra privada del major Benson (1955)
- One Desire (1955)
- Smoke Signal (1955)
- Naked Alibi (1954)
- Secret of the Incas (1954)
- Alaska Seas (1954)
- Pony Express (pel·lícula) (1953)
- Hurricane Smith (1952)
- The Atomic City (1952)
- The Cinematographer (1951) (sense acreditar)
- History Brought to Life (1950) (sense acreditar)
- Jingle, Jangle, Jingle (1948)
- Smooth Sailing (1947)
- Sweet and Low (1947)
- Golden Slippers (1946)